# Yoganarquía
Yoganarquía es el quinto álbum del grupo uruguayo de art rock La Tabaré Riverock Banda, lanzado en 1997 a través del sello Ayuí/Tacuabé, en formato CD y casete.

## Contexto
En mitad de los ensayos de 1997 sucederían nuevos cambios de formación. Se alejaría de la banda Diego Chapuís quien se encargaba del bajo y entraría en su lugar Jorge Pí y al poco tiempo también se alejaría Alejandra Wolff para dar lugar al regreso de la exintegrante Raquel Blatt, quien grabaría las voces del disco y permanecería junto a la banda hasta fin de año. 
Cuando el disco salió a la calle, el entorno del rock (grupos nuevos, público, escenarios, etc.) ya hacía unos cuantos meses que había comenzado una lenta transformación.

## Grabación
La intención de repetir lo que ya se había hecho en discos anteriores (Rocanrol del arrabal, Placeres del sado-musiquismo y Apunten... ¡fuego!!) presentando las canciones enganchadas entre sí, casi sin silencios entre cada una de ellas y como si fuera un track único ya que la composición fue pensada como una especie de "obra conceptual".
Fueron invitados a participar Diego Chapuís tocando el bajo y Gustavo Castro la batería, quienes habían integrado la banda durante un par de años. También Wolff fue invitada a poner su voz en el tema "Qué venís", pero no aceptó.
Otros invitados fueron Fernando "L. Mental" Santullo e Iván Noble (cantante en ese momento del grupo argentino Los Caballeros de la Quema, con quienes La Tabaré había compartido escenario en algunas oportunidades en Montevideo y Buenos Aires). También el Sr. Omar Freire (destacado personaje de la política uruguaya de esos tiempos, líder del Movimiento Liberación Masculina, Lista 69, que intentaba llegar al parlamento y luego a la presidencia, para entre otros importantes proyectos, convertir la Playa Ramírez en zona nudista).
Este disco finaliza exactamente igual (con las mismas notas) que el disco Rocanrol del arrabal, y lo hace con la canción "Calesita", que es una clara continuación del tema "Los buenos, los malos y yo", intentando así no solo que este álbum sea escuchado como si fuera todo un solo tema, sino también uno con los discos anteriores.
El tema "No lo aceptaremos" de la banda inglesa The Who, fue grabado en vivo en el mismo estudio, en marzo del mismo año.
La grabación de Yoganarquía fue registrada en el video-documental independiente "La Rockería", donde también se pueden ver recitales de la banda en Brasil, Argentina y Uruguay durante el año '97. En 1999 se edita el video oficial de "2 x 3 llueve".

## Presentación
El disco se presenta oficialmente al público en Montevideo el 22 de noviembre en La Factoría, aunque ya lo habían tocado casi íntegramente en Zorba de Solymar, el día 8 de ese mismo mes.

## Lista de canciones
Todos  los temas pertenecen en letra y música a Tabaré J. Rivero, excepto los indicados.
| N.º | Título                                                                                   | Duración |  |
| 1.  | «Obertura» (extraído del film "Socorro", de The Beatles)                                 | 0:53     |  |
| 2.  | «Uruguayitos barrigas»                                                                   | 3:59     |  |
| 3.  | «Religión»                                                                               | 3:17     |  |
| 4.  | «2 x 3 llueve»                                                                           | 3:08     |  |
| 5.  | «Los rosados»                                                                            | 2:31     |  |
| 6.  | «En tiempos de mala magia»                                                               | 3:26     |  |
| 7.  | «Sacro-Versículo 1»                                                                      | 0:38     |  |
| 8.  | «Espantapájaros»                                                                         | 3:06     |  |
| 9.  | «Qué venís» (Letra: Alejandra Wolff – Música: Tabaré J. Rivero)                          | 2:09     |  |
| 10. | «El jardín volador» (con una cita de "Across the universe", de J. Lennon – P. McCartney) | 6:32     |  |
| 11. | «Zoofisticada»                                                                           | 3:10     |  |
| 12. | «El chiste nacional»                                                                     | 0:55     |  |
| 13. | «Sacro-Versículo 2»                                                                      | 0:38     |  |
| 14. | «Sensación 8 horas» (Andrés Burghi)                                                      | 1:59     |  |
| 15. | «¿Qué hago con la luna?»                                                                 | 3:55     |  |
| 16. | «El cosmonauta interior»                                                                 | 1:54     |  |
| 17. | «No lo aceptaremos» ("We’re not gonna take it", de Peter Townshend)                      | 2:01     |  |
| 18. | «Canción para mamá»                                                                      | 1:05     |  |
| 19. | «Plegaria politeísta del rock and roll»                                                  | 2:18     |  |
| 20. | «Los blues de madrugada»                                                                 | 2:25     |  |
| 21. | «Crónicas del Ludo»                                                                      | 3:29     |  |
| 22. | «Aclimatándonos»                                                                         | 2:36     |  |
| 23. | «Caos en R.O.U.»                                                                         | 2:27     |  |
| 24. | «Sacro-Versículo 3»                                                                      | 0:42     |  |
| 25. | «Calesita»                                                                               | 3:08     |  |

## Músicos
- Tabaré J. Rivero: voz, guitarra acústica, cavaquito y flauta dulce
- Andrés Burghi: batería
- Hernán Rodríguez: guitarras, charango y coros
- Raquel Blatt: voz y kazoo
- Jorge Pí: bajo, contrabajo y coros

## Músicos invitados
- L.Mental: voz en "Caos en R.O.U."
- Ivan Noble: voz en "Crónicas del ludo"
- Gustavo Castro: batería en "No lo aceptaremos" y "Plegaria politeísta del rock and roll"
- Diego Chapuís: bajo en "En tiempos de mala magia", "¿Qué hago con la luna?", “Crónicas del Ludo”, "Caos en R.O.U.” y “Calesita"
- Omar Freire: escribió y dijo su discurso en "Zoofisticada"
- Matías Rivero: voz en "Canción para mamá"
- Gastón Ackermann: bandoneón con teclados
- Rudy Mentario: yerbomatófono en "Calesita"
- Ricardo “Dipa” Dipaolo: coros en "¿Qué hago con la luna?" y "En tiempos de mala magia"
- Lucas Gonzales Blatt: coros en "Sensación 8 horas"

## Ficha técnica
- Técnico de grabación: Gastón Ackermann
- Mezcla: Gastón Ackermann y Hernán Rodríguez
- Arreglos: cada músico hizo el arreglo para su instrumento
- Fotos de tapa e interior del librillo: Carina Carcacía
- Diseño gráfico: Sofía Battegazzore
- Representante artístico: Andrés Rega